# Neonitocris nigriceps
Neonitocris nigriceps là một loài bọ cánh cứng trong họ Cerambycidae.